# Homostola abernethyi
Espèce
Synonymes
- Paromostola abernethyi Purcell, 1903

Homostola abernethyi est une espèce d'araignées mygalomorphes de la famille des Bemmeridae.

## Distribution
Cette espèce est endémique du Cap-Oriental en Afrique du Sud,. Elle se rencontre vers Kentani

## Description
La femelle holotype mesure 13,5 mm.

## Étymologie
Cette espèce est nommée en l'honneur de H. P. Abernethy, qui a découvert l'holotype.

## Publication originale
- Purcell, 1903 : New South African spiders of the families Migidae, Ctenizidae, Barychelidae Dipluridae, and Lycosidae. Annals of the South African Museum, vol. 3, p. 69-142 (texte intégral).